# David D. Aitken
David Demerest Aitken, född 5 september 1853 i Genesee County i Michigan, död 26 maj 1930 i Flint i Michigan, var en amerikansk republikansk politiker. Han var ledamot av USA:s representanthus 1893–1897 och Flints borgmästare 1905–1906.
Aitken flyttade 1872 till New Jersey där han arbetade som bokhållare. Han studerade juridik i New York och inledde sedan 1878 sin karriär som advokat i Flint.
Aitken efterträdde 1893 Byron G. Stout som kongressledamot och efterträddes 1897 av Samuel William Smith. År 1905 efterträdde han Bruce J. McDonald som Flints borgmästare och efterträddes 1906 av George E. McKinley. Aitken avled 1930 och gravsattes på Glenwood Cemetery i Flint.